# 1987년 하계 스페셜 올림픽
제7회 하계 스페셜 올림픽 세계 대회는 1987년 7월 31일부터 8월 1일까지 미국 인디애나주 노터데임과 사우스벤드에서 열린 스페셜 올림픽이다.